# Anurapteryx gephyra
Anurapteryx gephyra is een vlinder uit de familie van de Sematuridae. De wetenschappelijke naam van de soort is voor het eerst geldig gepubliceerd in 1928 door Hering.